# Juan José Dauxión Lavaisse
Juan José Dauxión Lavaisse (Francia, 12 de diciembre de 1775 - Arica, Perú, 8 de julio de 1829) fue un militar francés que participó en las guerras napoleónicas y posteriormente en la guerra de la Independencia Argentina.

## Biografía
Nacido en los Pirineos franceses, su nombre completo era Jean Joseph D'Auxion, Barón de La Vayesse.
Se enroló joven en el ejército revolucionario francés y sirvió en las campañas de Egipto, Austria, Alemania y Rusia a órdenes de Napoleón Bonaparte. Llegó a ser mariscal de campo y jefe de Estado Mayor del ejército napoleónico de Italia.
Después de la Batalla de Waterloo, se exilió en busca de un ejército donde se apreciara su experiencia militar. Viajó por Suiza, Holanda y los Estados Unidos. En este último país se encontró con el general José Miguel Carrera, exgobernante de Chile, que lo convenció de acompañarlo de regreso a su país, donde pensaba tomar el poder nuevamente, después de expulsar a los realistas y excluir a los conservadores de Bernardo O'Higgins.
No obstante, por el momento no hizo ese viaje, sino que se trasladó a Haití, donde ofreció sus servicios al presidente Alexandre Pétion. Luego pasó por las islas de Trinidad, Tobago y Margarita y se trasladó a la Capitanía General de Venezuela, donde escribió sobre su geografía, historia, política y economía.
En enero de 1817 llegó a Buenos Aires junto a otros once oficiales franceses. Todos ellos decidieron unirse al Ejército del Norte de las Provincias Unidas del Río de la Plata y apartarse de los proyectos de José Miguel Carrera. Lavaisse proporcionó al Director Supremo Juan Martín de Pueyrredón información sobre los planes de los hermanos Carrera y el 8 de marzo de 1817 fue reconocido en el grado de general y recibió la carta de ciudadanía de manos de Pueyrredón, quien lo nombró director de la Academia Militar del Ejército del Norte. 
El ejército, no obstante, había quedado limitado a hacer guarnición en San Miguel de Tucumán y a participar en las guerras civiles argentinas. Mientras estaba en Tucumán conoció a Juan Crisóstomo Lafinur, y por él supo de la filosofía sensualista de Condillac.
Se casó con María del Tránsito Isnardi, una joven criolla hija de Pedro Isnardi, y se estableció en Santiago del Estero. 
Tras la disolución del Ejército del Norte, permaneció sin destino en Santiago del Estero. Cuando en 1820 estalló la revuelta que independizó esa provincia de la República de Tucumán, el 27 de abril le tocó firmar como secretario el Acta y Manifiesto de la Autonomía Santiagueña, redactada por Fernando Bravo, de Matará, que se había desempeñado como secretario anteriormente. Fue secretario de la legislatura de la nueva provincia durante un año, llegando a ser amigo del gobernador Juan Felipe Ibarra.
En 1821 se trasladó a San Miguel de Tucumán, donde en agosto editó el periódico El Restaurador de Tucumán, en apoyo del gobernador Abraham González. Fue un defensor de la libertad de cultos y escribió sobre ello.
De regreso en Santiago del Estero volvió a ser secretario de la legislatura, y fue padre de Benjamín Lavaisse, que sería sacerdote y miembro del Congreso Constituyente de 1853. Cuando en 1825 la provincia se vio envuelta en la guerra civil entre unitarios y federales, no ocultó su simpatía por el coronel Francisco Bedoya, jefe de las fuerzas salteñas. Pero Bedoya fue derrotado a los pocos días, por lo que huyó a Salta.
De allí pasó a Chile, donde se le reconoció el grado de general y le fueron pagados los sueldos que le correspondían. Poco después, sin embargo, fue contratado para dirigir un proyecto educacional, la fundación de un museo de historia natural, proyecto que no llevó a cabo.
Pasó a la Provincia de Mendoza, en la Argentina, en 1826, donde consideró a su familia en peligro por el aumento de los conflictos internos. Tras un fugaz paso por Santiago del Estero, donde recogió a su familia, regresó a Chile. Allí se dedicó a defender en la prensa al partido liberal de los llamados pipiolos, pero sus esfuerzos no fueron correspondidos por estos.
De modo que se exilió en el sur del Perú, donde se suicidó en julio de 1829, abrumado por la sucesión de fracasos en que se había convertido su carrera en América del Sur.